# Emil von Behring
Emil Adolf von Behring (15. března 1854, Hansdorf – 31. března 1917, Marburg) byl německý lékař a bakteriolog, jeden ze zakladatelů imunologie a sérologie, objevitel séra proti záškrtu. Zásluhou jeho objevu se snížila míra úmrtnosti v samém počátku používání sérové terapie o polovinu.  V roce 1901 se stal prvním nositelem Nobelovy ceny za fyziologii a medicínu.

## Život
Emil Adolf Behring se narodil jako nejstarší syn z druhého manželství venkovského učitele Georga Augusta Behringa. V rodině bylo celkem 13 dětí. Stipendium pruského státu mu umožnilo studovat na Královském gymnáziu v Hohensteinu. Z  finančních důvodů se po maturitě v roce 1874  přihlásil na Vojenskou lékařskou školu (Kaiser-Wilhelm-Akademie für das militärärztliche Wesen) v Berlíně. Po absolutoriu získal v roce 1880 licenci k výkonu lékařské praxe. Poté působil jako vojenský lékař ve Volově  (1878–1880), Poznani (1880–1883), Wińsku(1883–1887) a Bojanově (1887).  Kromě vlastní lékařské praxe se věnoval studiu problémů spojených se septickými chorobami, prevenci epidemií a hygieně. V roce 1882 publikoval výsledky svých výzkumů o  antitoxickém působení jodoformu. Byl vyslán k  farmakologovi C. Binzovi do Bonnu pro další výcvik v experimentálních metodách a od roku 1889 pracoval v Hygienickém ústavu v Berlíně, který vedl Robert Koch. Zabýval se zde zejména bakteriologií, toxikologií bakterií. Spolu s dr. Kitasatou se soustředil na  studium imunologických témat souvisejících se záškrtem a tetanem, které vedly k vývoji nového druhu terapie pro tyto dvě nemoci. V roce 1890 vyšel v Německém lékařském týdeníku (Deutsche Medizinische Wochenschrift) jejich společný článek pojednávající o vzniku imunity proti záškrtu a o protitetanové imunitě u zvířat. V dalším čísle vyšel další článek, v němž Behring popsal metodu získávání séra proti záškrtu imunizací koní. V roce 1894 pak byla v Německu zahájena masová výroba tohoto séra. V roce 1891 Behring následoval Kocha do nově zřízeného Ústavu infekčních chorob. kde se setkal s bakteriologem Paulem Ehrlichem. 
V říjnu 1894 byl Behring jmenován profesorem hygieny na univerzitě v Halle a o rok později získal místo řádného profesora hygieny na lékařské fakultě Univerzity v Marburgu, kteroužto pozici zastával do konce života. Zároveň se stal  ředitelem Hygienického ústavu lékařské fakulty.   Byl jmenován tajným lékařským radou a vyznamenán Řádem Gryfa (Greifenorden, 1895) a Královským řádem pruské koruny (1896).  V témže roce byla na Schlossbergu zřízena velmi dobře vybavená soukromá laboratoř, jejíž součástí byla i malá stáj pro laboratorní zvířata. 
V prosinci  1896 se oženil s Elsou Spinolovou, dcerou zástupce ředitele nemocnice Charité. Měli spolu šest synů, z nichž dva později vystudovali medicínu. Jejich kmotry byli  významní vědci a osobnosti jako Émile Roux, Erich Wernicke, Wilhelm Conrad Röntgen, Ilja Mečnikov a Friedrich Althoff. 
V roce 1901 byla Behringovi udělena první Nobelova cena za fyziologii a medicínu.  Již v lednu téhož roku byl císařem Vilémem  II. povýšen do šlechtického stavu (od té doby  psán  Emil Adolf von Behring). 

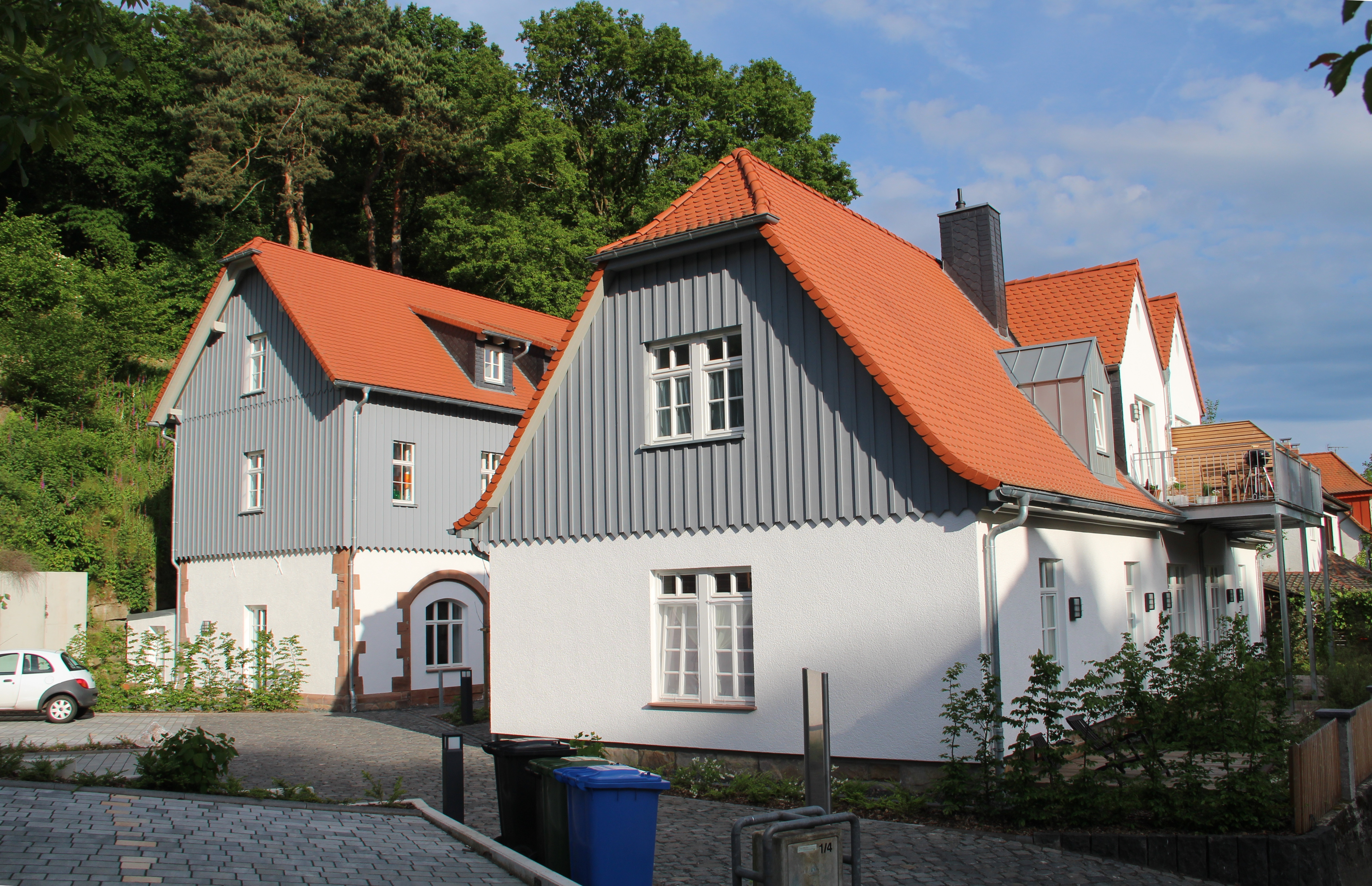
Behringova laboratoř v Marburgu (1913)

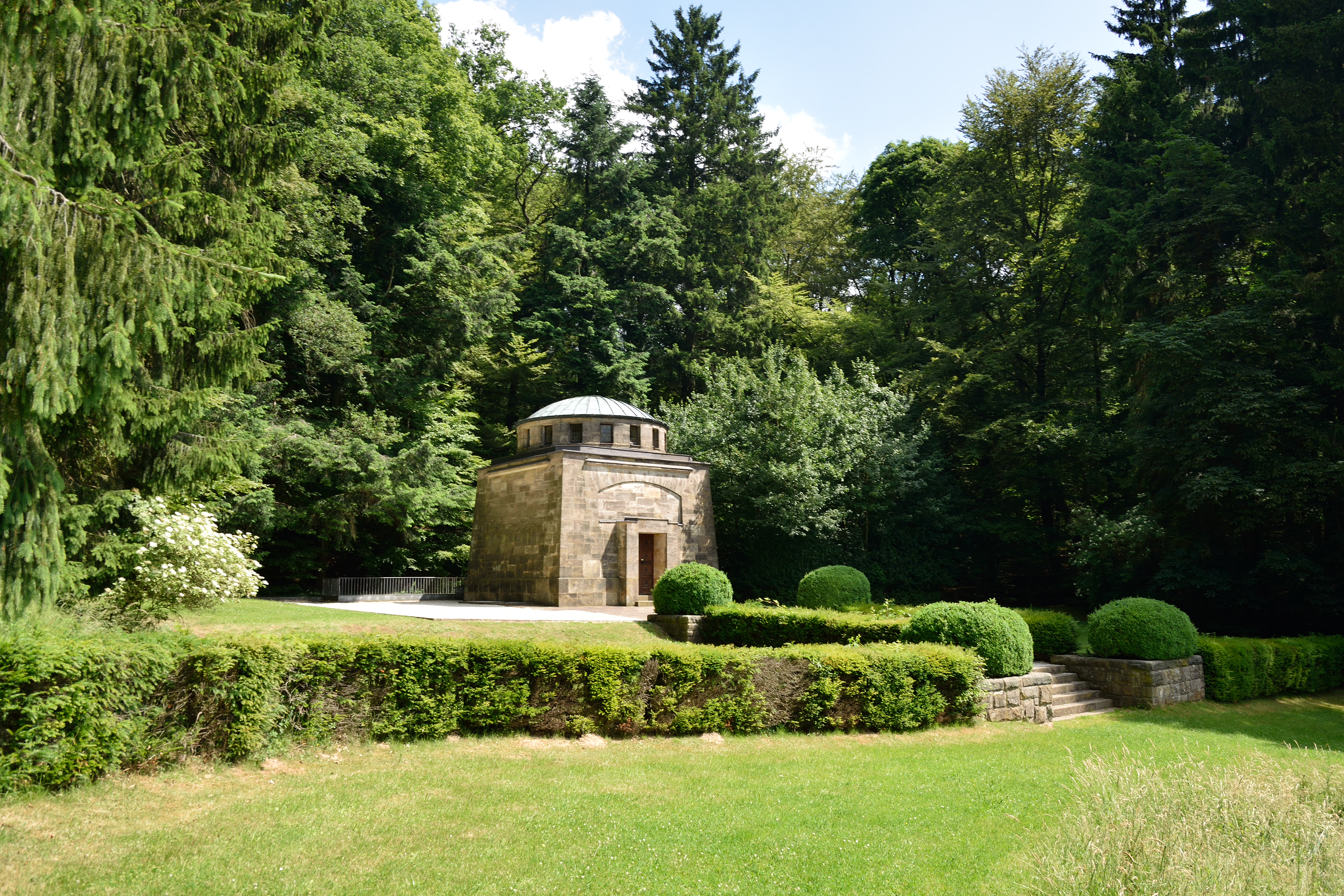
Behringovo mauzoleum

Od roku 1901 Behringovi zhoršené zdraví bránilo v pravidelných přednáškách na univerzitě  a věnoval se především studiu tuberkulózy.  Postupně v Marburgu  rozšiřoval svou laboratoř  a pro další výzkumy zřídil velkostatek s chovem dobytka určeného k pokusům. V roce 1904 založil vlastní společnost na výrobu a distribuci sér a vakcín.  Prosperující firmu v roce 1914 přeměnil na  Behringwerke Bremen und Marburg Gesellschaft mbH. Během první světové války se výroba enormně rozšířila, protože sérum na léčbu tetanu (tetanový antitoxin) se používalo zejména pro raněné vojáky. Kromě séra na léčení tetanu se vyrábělo také sérum proti úplavici a popáleninám plynem a také vakcína proti choleře pro armádu. Behring byl v tisku označován za  „zachránce dětí” a  „zachránce vojáků”.  V roce 1915 byl císařem Vilémem II. vyznamenán Železným křížem na bílé stuze.
Od léta roku 1916 mu zdravotní stav neumožnil jakékoliv  vědecké a podnikatelské aktivity. Emil von Behring zemřel před koncem první světové války, 31. března 1917, ve věku 63 let jako největší statkář ve městě Marburg.  Místo odpočinku se nachází v Behringově mauzoleu na Elsenhöhe, pojmenovaném po jeho manželce Else von Behring, odkud je výhled na Behringovy bývalé pozemky a hrad Marburg.